# Cabinet des Tuvalu
Le Cabinet est le conseil des ministres des Tuvalu.
Il émane du corps législatif, le Parlement des Tuvalu. Après chaque élection législative, les députés élisent l'un de leurs pairs à la fonction de Premier ministre. Ce dernier choisit alors ses ministres parmi les députés. (Officiellement, le roi nomme les ministres, en accord avec les conseils du premier ministre.) Le nombre des ministres ne peut dépasser un tiers du nombre des députés. Ce dernier étant actuellement fixé à quinze, il ne peut y avoir plus de cinq ministres, outre le premier ministre,.
Puisqu'il n'y a pas de partis politiques aux Tuvalu, et que les députés sont des indépendants représentant les intérêts de leur île et de leurs électeurs, le premier ministre prend traditionnellement soin de choisir ses ministres parmi des députés originaires de différentes parties du pays.
La Constitution dispose que le Cabinet est responsable auprès du Parlement. Celui-ci peut le démettre par une motion de défiance.

## Cabinet actuel
La majorité sortante remporte les élections législatives de janvier 2024, mais le Premier ministre Kausea Natano perd son siège de député. Feleti Teo lui succède et nomme le gouvernement suivant.
| Ministre          | Circonscription | Poste                                                                                | Remarques |
| ----------------- | --------------- | ------------------------------------------------------------------------------------ | --------- |
| Feleti Teo        | Niutao          | Premier ministre                                                                     |           |
| Panapasi Nelesone | Nukufetau       | Vice-Premier ministre ; Ministre des Finances et du Développement                    |           |
| Paulson Panapa    | Vaitupu         | Ministre des Affaires étrangères et du Commerce extérieur ; Ministre du Travail      |           |
| Maina Talia       | Vaitupu         | Ministre de l'Intérieur ; Ministre du Réchauffement climatique et de l'Environnement |           |
| Simon Kofe        | Funafuti        | Ministre du Transport, de l'Énergie, des Communications et de l'Innovation           |           |
| Sa'aga Talu Teafa | Niutao          | Ministre du Développement des ressources naturelles                                  |           |
| Tuafafa Latasi    | Funafuti        | Ministre de la Santé et de la Protection sociale                                     |           |
| Hamoa Holona      | Nanumaga        | Ministre de l'Éducation et du Développement des ressources humaines                  |           |

## Anciens Cabinets

### Cabinet Natano (2019-2024)
L'Opposition, menée par Kausea Natano, remporte les élections législatives de septembre 2019, obtenant dix sièges sur les seize au Parlement. Le gouvernement qui en résulte est le suivant. Neuf des dix députés de la majorité parlementaire obtiennent ainsi un portefeuille ministériel.
| Ministre        | Circonscription | Poste                                                                   | Remarques |
| --------------- | --------------- | ----------------------------------------------------------------------- | --------- |
| Kausea Natano   | Funafuti        | Premier ministre                                                        |           |
| Minute Taupo    | Nanumaga        | Vice-Premier ministre ; Ministre des Pêcheries et du Commerce extérieur |           |
| Simon Kofe      | Funafuti        | Ministre des Affaires étrangères, de la Justice et des Communications   |           |
| Timi Melei      | Nanumea         | Ministre de l'Éducation, de la Jeunesse et des Sports                   |           |
| Isaia Taape     | Vaitupu         | Ministre de la Santé et de la Protection sociale                        |           |
| Seve Paeniu     | Nukulaelae      | Ministre des Finances                                                   |           |
| Katepu Laoi     | Niutao          | Ministre de l'Intérieur et de l'Agriculture                             |           |
| Nielu Meisake   | Vaitupu         | Ministre des Transports, du Tourisme et de l'Énergie                    |           |
| Ampelosa Tehulu | Nanumea         | Ministre des Travaux publics, de l'Environnement et des Infrastructures |           |

À la mort du député et ministre Katepu Laoi, Sa'aga Talu Teafa remporte l'élection partielle du 6 juin 2022 pour lui succéder comme député de Niutao, et est nommé ministre des Autorités locales, de l'Agriculture et de la Culture,.
Le vice-Premier ministre Minute Alapati Taupo meurt subitement le 23 mai 2022 à l'âge de 60 ans, durant l'exercice de ses fonctions. Kitiona Tausi, qui remporte le 15 juillet l'élection législative partielle pour lui succéder comme député de Nanumaga, est nommé à ses fonctions de vice-Premier ministre et de ministre des Pêcheries et du Commerce extérieur.
Le ministre des Affaires étrangères et de la Justice Simon Kofe démissionne en juillet 2023  pour présider une commission parlementaire chargée de proposer des amendements à la Constitution des Tuvalu. Panapasi Nelesoni est nommé à sa succession.

### Cabinet Sopoaga II (2015-2019)
Le Premier ministre Enele Sopoaga et son gouvernement remportent les élections de 2015 et conservent le pouvoir. Parmi les ministres sortants, un seul n'est pas réélu député : le vice-Premier ministre Vete Sakaio. Ceci oblige néanmoins le Premier ministre à réorganiser quelque peu son gouvernement, :
| Ministre           | Circonscription | Poste                                                                                                  | Remarques |
| ------------------ | --------------- | --- | --- |
| Enele Sopoaga      | Nukufetau       | Premier ministre ; Ministre des Travaux publics et des Infrastructures                                 | Précédemment haut diplomate chargé des négociations sur le changement climatique, puis vice-Premier ministre et ministre de l'Environnement en 2010. Chef de l'opposition officielle de 2010 à 2013. |
| Maatia Toafa       | Nanumea         | Vice-Premier ministre ; Ministre des Finances et du Développement économique                           | Ancien premier ministre (2004 à 2006, puis 2010). |
| Satini Manuella    | Nanumea         | Ministre de la Santé                                                                                   | Élu simple député lors d'une élection partielle en 2014 ; précédemment président de l'Organisme national du secteur privé                                                                            |
| Taukelina Finikaso | Vaitupu         | Ministre des Affaires étrangères, du Commerce extérieur, du Tourisme, de l'Environnement et du Travail | Porte-parole du gouvernement. Précédemment ministre des Communications de 2006 à 2010. |
| Monise Laafai      | Nanumaga        | Ministre des Communications et des Transports                                                          | Précédemment ministre des Finances en 2010. |
| Fauoa Maani        | Niutao          | Ministre de l'Éducation, de la Jeunesse et des Sports                                                  | Précédemment ministre de la Santé en 2010. Avant cela, journaliste et clerk du Parlement (à la tête de l'administration parlementaire).                                                              |
| Namoliki Sualiki   | Nukulaelae      | Ministre de l'Intérieur et du Développement rural                                                      | Enseignant de profession. Précédemment ministre de l'Éducation en 2010. |
| Elisala Pita       | Nukufetau       | Ministre des Ressources naturelles                                                                     | Ancien président de l'Organisme national du secteur privé. Chef de l'opposition officielle de 2004 à 2006.                                                                                           |

### Cabinet Sopoaga I (2013-2015)
Face à la tentative de Willy Telavi de conserver le pouvoir sans majorité parlementaire, et d'empêcher la tenue de sessions parlementaires avec l'appui de son allié le président du Parlement Kamuta Latasi, l'opposition se tourne  vers le gouverneur général, Sir Iakoba Italeli. Le 1er août 2013, Telavi annonce son intention de limoger Italeli. Celui-ci prend les devants, et limoge le premier ministre ; il nomme le chef de l'opposition officielle, Enele Sopoaga, premier ministre par intérim. Le 4 août, le Parlement confirme Sopoaga au poste de premier ministre, par huit voix contre cinq. Il prête serment et nomme son gouvernement (ci-dessous) le lendemain. En majeure partie, il restaure les ministres du gouvernement Toafa de 2010. L'ensemble des huit membres de sa majorité parlementaire obtiennent un poste au gouvernement.
| Ministre           | Circonscription | Poste                                                                 | Remarques |
| ------------------ | --------------- | --------------------------------------------------------------------- | --- |
| Enele Sopoaga      | Nukufetau       | Premier ministre                                                      | Précédemment haut diplomate chargé des négociations sur le changement climatique, puis vice-Premier ministre et ministre de l'Environnement en 2010. Chef de l'opposition officielle de 2010 à 2013. |
| Vete Sakaio        | Niutao          | Vice-premier ministre ; Ministre des Travaux publics                  | Ingénieur des travaux publics de profession. Précédemment ministre des Travaux publics en 2010. |
| Taukelina Finikaso | Vaitupu         | Ministre des Affaires étrangères                                      | Porte-parole du gouvernement. Précédemment ministre des Communications de 2006 à 2010. |
| Maatia Toafa       | Nanumea         | Ministre des Finances et du Développement économique                  | Ancien premier ministre (2004 à 2006, puis 2010). |
| Monise Laafai      | Nanumaga        | Ministre des Communications et des Transports                         | Précédemment ministre des Finances en 2010. |
| Fauoa Maani        | Niutao          | Ministre de l'Éducation, de la Jeunesse et des Sports, et de la Santé | Précédemment ministre de la Santé en 2010. Avant cela, journaliste et clerk du Parlement (à la tête de l'administration parlementaire).                                                              |
| Namoliki Sualiki   | Nukulaelae      | Ministre de l'Intérieur et du Développement rural                     | Enseignant de profession. Précédemment ministre de l'Éducation en 2010. |
| Pita Elisala       | Nukufetau       | Ministre des Ressources naturelles                                    | Ancien président de l'Organisme national du secteur privé. Chef de l'opposition officielle de 2004 à 2006.                                                                                           |

### Cabinet Telavi (2010-2013)
Après avoir obtenu la destitution du gouvernement Toafa par une motion de confiance le 21 décembre 2010, Willy Telavi fut élu premier ministre par huit députés sur quinze le 24 décembre. Il nomma le Cabinet suivant le même jour,.
| Ministre         | Circonscription | Poste                                                                                        | Remarques                                                                                                  |
| ---------------- | --------------- | -------------------------------------------------------------------------------------------- | --- |
| Willy Telavi     | Nanumea         | Premier ministre ; Ministre de l'Intérieur                                                   | |
| Kausea Natano    | Funafuti        | Vice-premier ministre ; Ministre des Communications, des Transports et des Travaux publics   | |
| Dr. Falesa Pitoi | Nanumaga        | Ministre de l'Education, de la Jeunesse et des Sports                                        | Dentiste de profession. Absent du pays pour cause de maladie depuis décembre 2012.                         |
| Apisai Ielemia   | Vaitupu         | Ministre de l'Environnement, des Affaires étrangères, du Travail, du Commerce et du Tourisme | Ancien premier ministre                                                                                    |
| Lotoala Metia    | Nukufetau       | Ministre des Finances                                                                        | Avait été ministre des Finances d'août 2006 à décembre 2010. Décédé en décembre 2012.                      |
| Taom Tanukale    | Nui             | Ministre de la Santé                                                                         | Démissionne le 30 juillet 2013.                                                                            |
| Isaia Italeli    | Nui             | Ministre des Travaux et des Ressources naturelles                                            | Décédé en juillet 2011. Pas de successeur à ces postes. Pelenike Isaia est nommée ministre de l'Intérieur. |

Isaia Italeli décéda subitement le 19 juillet 2011 alors qu'il participait à une conférence régionale à Apia, aux Samoa. En août, sa veuve Pelenike Isaia entra au Parlement par une élection partielle, préservant ainsi la majorité parlementaire du gouvernement. Elle fut nommée ministre de l'Intérieur. Elle n'est que la seconde femme députée, et ministre, dans l'histoire du pays.
Le 21 décembre 2012, le décès du ministre des Finances Lotoala Metia prive à nouveau le gouvernement Telavi d'une majorité claire au Parlement : il ne dispose plus que de sept sièges, soit autant que l'opposition. Dès lors, le gouvernement ne convoque plus le Parlement. Une élection partielle doit se tenir pour le siège laissé vacant par Metia, à Nukufetau ; Telavi parvient à retarder sa tenue jusqu'à ce qu'une décision de justice le contraigne à permettre cette élection, le 28 juin 2013. Le siège est remporté par le candidat de l'opposition, Elisala Pita. L'opposition demande alors que le Parlement soit convoqué, afin que le gouvernement puisse être destitué par une motion de censure déposée par la nouvelle majorité. Telavi répond que la Constitution prévoit que le Parlement siège au minimum une fois par an : il considère donc ne pas avoir à convoquer l'assemblée avant décembre 2013. Le 3 juillet, face à ce refus, le Gouverneur général Iakoba Italeli fait usage de ses prérogatives constitutionnelles pour convoquer le Parlement pour le 30 juillet.
Ce jour-là, alors que l'opposition s'apprête à déposer une motion de censure, le ministre de la Santé Taom Tanukale démissionne de son poste de député, et donc également de son ministère. À la suite de la mort de Metia, et le ministre de l'Éducation Falesa Pitoi étant à l'étranger pour cause de maladie depuis décembre 2012, le démission de Tanukale ne laisse que quatre ministres en poste et actifs : le premier ministre ; le vice-premier ministre Kausea Natano ; le ministre des Affaires étrangères Apisai Ielemia ; et la ministre de l'Intérieur Pelenike Isaia. Le gouvernement, désormais nettement minoritaire, dispose par ailleurs du soutien du président du Parlement, mais n'a aucun simple député dans son camp. Le lendemain, la raison de la démission de Tanukale est révélée. Le président du Parlement, Kamuta Latasi, rejette la demande de l'opposition qu'une motion de censure soit votée ; il évoque l'existence d'un siège vacant. Latasi ajourne le Parlement, statuant que celui-ci ne se réunira à nouveau qu'après la tenue d'une élection partielle dans la circonscription de Tanukale. Il prolonge ainsi la survie politique du gouvernement Telavi.
Le Cabinet Telavi à cette date, juste avant sa destitution, est ainsi le suivant :
| Ministre         | Circonscription | Poste                                                                                        | Remarques                                                  |
| ---------------- | --------------- | -------------------------------------------------------------------------------------------- | ---------------------------------------------------------- |
| Willy Telavi     | Nanumea         | Premier ministre                                                                             |                                                            |
| Kausea Natano    | Funafuti        | Vice-premier ministre ; Ministre des Communications, des Transports et des Travaux publics   |                                                            |
| Dr. Falesa Pitoi | Nanumaga        | Ministre de l'Education, de la Jeunesse et des Sports                                        | Absent du pays pour cause de maladie depuis décembre 2012. |
| Apisai Ielemia   | Vaitupu         | Ministre de l'Environnement, des Affaires étrangères, du Travail, du Commerce et du Tourisme |                                                            |
| Pelenike Isaia   | Nui             | Ministre de l'Intérieur                                                                      |                                                            |

### Cabinet Toafa (2010)
Ce Cabinet fut nommé par le premier ministre Maatia Toafa le 29 septembre 2010, à la suite des élections législatives du 16 septembre. Il sélectionna, outre deux ministres sortants, plusieurs députés qui faisaient leur entrée au Parlement, et qui lui avaient apporté leur soutien lorsqu'il briguait le poste de premier ministre,. Ce Cabinet fut destitué en décembre lorsque le Ministre de l'Intérieur, Willy Telavi, rejoignit les rangs de l'opposition, instituant une motion de confiance qui démit le gouvernement.
| Ministre           | Circonscription | Poste                                                                                      | Remarques |
| ------------------ | --------------- | ------------------------------------------------------------------------------------------ | --- |
| Maatia Toafa       | Nanumea         | Premier ministre                                                                           | Avait été premier ministre une première fois de 2004 à 2006 |
| Enele Sopoaga      | Nukufetau       | Vice-premier ministre ; Ministre des Affaires étrangères, de l'Environnement et du Travail | Député pour la première fois Diplomate, chargé de représenter les Tuvalu dans les négociations sur le changement climatique ; décrit comme un « héros national » |
| Namoliki Sualiki   | Nukulaelae      | Ministre de l'Éducation, de la Jeunesse et des Sports                                      | Enseignant |
| Monise Laafai      | Nanumaga        | Ministre des Finances                                                                      | Député pour la première fois |
| Vete Sakaio        | Niutao          | Ministre des Travaux publics et des Ressources naturelles                                  | Député pour la première fois |
| Taukelina Finikaso | Vaitupu         | Ministre des Communications, des Transports et des Pêcheries                               | Ministre sortant des Communications, des Transports et du Tourisme                                                                                               |
| Willy Telavi       | Nanumea         | Ministre de l'Intérieur                                                                    | Ministre sortant de l'Intérieur et du Développement rural |
| Fauoa Maani        | Niutao          | Ministre de la Santé                                                                       | Ancien journaliste et clerk du Parlement (à la tête de l'administration parlementaire)                                                                           |

### Cabinet Ielemia (2006-2010)
Le premier ministre Apisai Ielemia (2006-2010) choisit le Cabinet suivant :
| Ministre             | Poste                                                                            |
| -------------------- | -------------------------------------------------------------------------------- |
| Apisai Ielemia       | Premier ministre ; Ministre des Affaires étrangères et du Travail                |
| Tavau Teii           | Vice-premier ministre ; Ministre des Ressources naturelles et de l'Environnement |
| Taukelina Finikaso   | Ministre des Communications, des Transports et du Tourisme                       |
| Iakoba Taeia Italeli | Ministre de l'Education, des Sports et de la Santé                               |
| Lotoala Metia        | Ministre des Finances et de la Planification économique                          |
| Willy Telavi         | Ministre de l'Intérieur et du Développement rural                                |
| Kausea Natano        | Ministre des Travaux publics et de l'industrie                                   |

### Cabinet Toafa (2004-2006)
Le gouvernement Sopoanga est démis par le Parlement en août 2004, et Maatia Toafa lui succède. Il n'y a que peu d'indications sur la composition de son gouvernement, dont on sait qu'il inclut Bikenibeu Paeniu ainsi que Saufatu Sopoanga lui-même.

### Cabinet Sopoanga (2002-2004)
Après les élections législatives de juillet 2002, le Parlement nomme Saufatu Sopoanga premier ministre, et ce dernier nomme le gouvernement suivant :
| Ministre         | Circonscription | Poste                                                                 | Remarques |
| ---------------- | --------------- | --------------------------------------------------------------------- | --------- |
| Saufatu Sopoanga | Nukufetau       | Premier ministre                                                      |           |
| Maatia Toafa     | Nanumea         | Vice-premier ministre ; Ministre des Communications et des Transports |           |
| Samuelu Teo      | Niutao          | Ministre des Ressources naturelles                                    |           |
| Bikenibeu Paeniu | Nukulaelae      | Ministre des Finances et de la Planification économique               |           |
| Alesana Seluka   | Nui             | Ministre de la Santé, de l'Éducation et des Sports                    |           |

### 2000-2002
Après le décès de Ionatana Ionatana en décembre 2000, Lagitupu Tuilimu est premier ministre par intérim jusqu'en février 2001, lorsque Faimalaga Luka est choisi par le Parlement pour diriger le pays. En décembre 2001, le Parlement démet Luka et choisit Koloa Talake pour le remplacer. Talake est premier ministre jusqu'aux élections législatives de juillet 2002. Cette encyclopédie n'a pas trace actuellement de la composition des gouvernements durant cette période.

### Cabinet Ionatana (1999-2000)
Le 13 avril 1999, le premier ministre Bikenibeu Paeniu est démis par le Parlement, qui nomme Ionatana Ionatana à sa succession treize jours plus tard. Le nouveau premier ministre nomme le gouvernement suivant :
| Ministre          | Circonscription | Poste                                         | Remarques                                                                                  |
| ----------------- | --------------- | --------------------------------------------- | ------------------------------------------------------------------------------------------ |
| Ionatana Ionatana | Funafuti        | Premier ministre                              |                                                                                            |
| Lagitupu Tuilimu  | Nanumea         | Vice-premier ministre ; Ministre des Finances |                                                                                            |
| Faimalaga Luka    | Nukufetau       | Ministre des Ressources naturelles            |                                                                                            |
| Teagai Esekia     | Vaitupu         | Ministre de l'Éducation et de la Santé        |                                                                                            |
| Samuelu Teo       | Niutao          | Ministre des Travaux publics                  | Député pour la première fois ; fils de l'ancien Gouverneur-général Sir Fiatau Penitala Teo |

### Cabinet Paeniu (1998-1999)
Reconduit à la tête du gouvernement à la suite des législatives de mars 1998, avec le soutien quasi unanime du Parlement, Bikenibeu Paeniu nomme le gouvernement suivant, très similaire à son gouvernement précédent :
| Ministre                     | Circonscription | Poste | Remarques |
| ---------------------------- | --------------- | --- | --------- |
| Bikenibeu Paeniu             | Nukulaelae      | Premier ministre |           |
| Kokea Malua                  | Nanumea         | Vice-premier ministre ; Ministre des Ressources naturelles et de l'Environnement ; Ministre de l'Intérieur et du Développement rural |           |
| Ionatana Ionatana            | Funafuti        | Ministre de la Santé, des Femmes et des Affaires communautaires ; Ministre de l'Éducation et de la Culture                           |           |
| Dr. Alesana Kleis Seluka     | Nui             | Ministre des Finances et de la Planification économique ; Ministre du Tourisme et du Commerce                                        |           |
| Otinielu Tauteleimalae Tausi | Nanumaga        | Ministre des Travaux publics, de l'Énergie et des Communications                                                                     |           |

### Cabinet Paeniu (1996-1998)
La liste complète de ce gouvernement manque, mais il incluait les ministres suivants :
| Ministre                     | Circonscription | Poste | Remarques |
| ---------------------------- | --------------- | --- | --------- |
| Bikenibeu Paeniu             | Nukulaelae      | Premier ministre |           |
| Ionatana Ionatana            | Funafuti        | Ministre de la Santé, des Femmes et des Affaires communautaires ; Ministre de l'Éducation et de la Culture ; Ministre du Tourisme et du Commerce |           |
| Dr. Alesana Kleis Seluka     | Nui             | Ministre des Finances et de la Planification économique                                                                                          |           |
| Otinielu Tauteleimalae Tausi | Nanumaga        | Ministre des Ressources naturelles et de l'Environnement                                                                                         |           |